# Drosera prolifera
Drosera prolifera es una especie de planta carnívora del género Drosera.

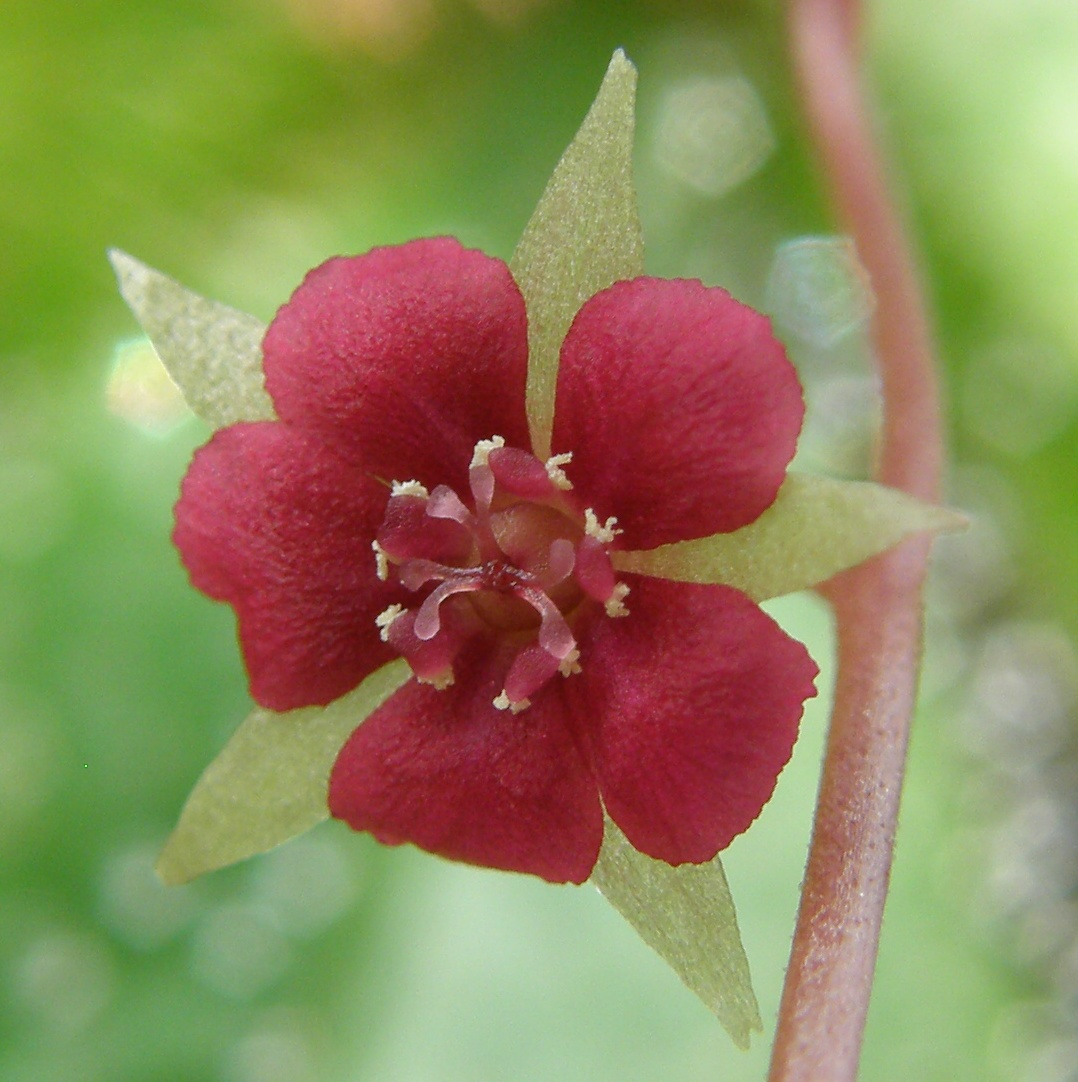
Detalle de la flor

## Descripción
Drosera prolifera es de hábito terrestre, perenne y herbácea con fibrosas raíces, el tallo principal de la planta es de aproximadamente 1-2 cm de altura. Tiene hasta 15 hojas dispuestas juntas en rosetas. Los pecíolos miden 15-45 mm de largo. Las láminas foliares tienen forma de riñones con un diámetro de 10-20 mm. Los tentáculos, relativamente cortos, tienen un pegamento fuerte en cuya producción aparentemente consume mucha energía, por ejemplo: el consumo de oxígeno de los tentáculos excede el de las láminas foliares, un siete veces. La inflorescencia es de unos 10-18 cm de largo y lleva 4-8 flores. Los pétalos rojos son ovados 2.5-3 mm de largo.

## Distribución
Es endémica de la zona de Queensland en Australia.
La temperatura de cultivo ideal se encuentra entre los 20° y 30° tratando de evitar el sol directo. En cultivo se reproduce fácilmente por reproducción asexual.

## Taxonomía
Drosera schizandra fue descrita por Ludwig Diels y publicado en Victorian Naturalist; Journal and Magazine of the Field naturalist's Club of Victoria 57: 95. 1940.
Etimología
Drosera: tanto su nombre científico –derivado del griego δρόσος (drosos): "rocío, gotas de rocío"– como el nombre vulgar –rocío del sol, que deriva del latín ros solis: "rocío del sol"– hacen referencia a las brillantes gotas de mucílago que aparecen en el extremo de cada hoja, y que recuerdan al rocío de la mañana.
prolifera: epíteto latino que significa "prolífera".